# 松原平鮋
松原平鮋，為輻鰭魚綱鮋形目鮋亞目平鮋科的其中一種，為溫帶海水魚，分布於西北太平洋日本北部海域，棲息深度310-383公尺，體長可達60公分，棲息在岩石底質底層水域，卵胎生，生活習性不明，可做為食用魚。